# Marta Jankowska
Marta Anna Jankowska, z domu Kalmus (ur. 1969 w Lublinie) – polska aktorka teatralna, filmowa i telewizyjna.

## Życiorys
W 1992 ukończyła studia na Wydziale Aktorskim Państwowej Wyższej Szkoły Teatralnej w Krakowie. Stypendystka Primus Inter Pares. Ukończyła także podyplomowe studia z pedagogiki Wyższej Szkole Ateneum w Gdańsku oraz psychologii społecznej na SWPS w Sopocie. Po studiach związana ze Starym Teatrem w Krakowie. Od roku 1996 jest aktorką Teatru Wybrzeże w Gdańsku. Występowała w Teatrze Polskiego Radia. Jest inicjatorką i gospodarzem Krakowskiego Salonu Poezji w Gdańsku. Gra także w telewizyjnym serialu obyczajowym Na Wspólnej, nadawanym przez telewizję TVN.
Wykładowczyni aktorstwa na wydziale wokalno-aktorskim Akademii Muzycznej im. Stanisława Moniuszki w Gdańsku.

## Kariera teatralna
- 1992: Płatonow, jako Sasza
- 1993: Equus, jako Pielęgniarka
- 1993: Farturka Królowej Bony, jako Urszulka
- 1993: Paternoster, jako Wulla
- 1994: Gigant, jako Kaśka
- 1994: Poplątanie z pomieszaniem, jako Królewna
- 1994: Notatki z podziemia, jako Liza
- 1994: Sen srebrny Salomei, jako Salomea
- 1995: Biały Łabędź, jako Biały Łabędź
- 1995: Operetka, jako Albertynka
- 1995: Wiśniowy sad, jako Ania
- 1995: Markiz Von Keith, jako Molly Griesinger
- 1995: Maskarada, jako Catherine
- 1995: Urodziny, jako Julia
- 1995: Zapis, jako Lizeta
- 1996: Wilki i owce, jako Głafira
- 1998: Płaszcz, jako Natasza
- 1998: Wszystko dobre, co się dobrze..., jako Helena
- 1999: Alicja w Karinie Czarów, jako Alicja
- 2000: Ryszard III, jako córka Clarence'a
- 2000: Po deszczu, jako Blondynka
- 2000: Niebezpieczne związki, jako Cecylia Volanges
- 2002: Happy End, jako Major Stone
- 2003: Sprawa miasta Ellmit, jako Heidi
- 2004: Kronika zapowiedzianej śmierci, jako Angela Vicario
- 2005: Koleżanki, jako Michalina
- 2005: Padnij, jako Zofia
- 2006: H, czyli Hamlet, jako Ofelia
- 2006: Inka 1946, jako Pani Tarasiewicz
- 2006: Intymne lęki, jako Nicola
- 2007: Lilla Weneda, jako Gwinona
- 2011: Zmierzch Bogów, jako Elizabeth Thallmann

## Filmografia
- 1991: Nad rzeką, której nie ma, jako Monika
- 1995: La settima stanza (Siódmy pokój), jako siostra nowicjuszka
- 1996: Gdzie jesteś święty Mikołaju?, jako urzędniczka
- 2006: Chłopiec na galopującym koniu, jako kobieta przy telefonach
- 2006: Strajk (Strajk - Die Heldin von Danzig), jako robotnica
- 2006: Na dobre i na złe (serial tv), jako Lucyna Niechaj
- od 2006: Na Wspólnej (serial tv), jako Renata Zięba-Kraszewska
- 2010: Czarny czwartek, jako Irena Drywa
- 2012: Hotel 52 (serial tv), jako klientka
- 2018: Barwy szczęścia (serial tv), jako kobieta
- 2021: Usłysz mnie, jako kobieta na koncercie

Źródło:.

## Odznaczenia
- Medal Komisji Edukacji Narodowej (2022)[1]

## Nagrody
- Nagroda na Festiwalu Szkół Teatralnych w Łodzi za rolę Zosi w W małym dworku S.Witkacego w reż. J.Treli (1992)[1]
- Statuetka Romana w dowód wdzięczności i przyjaźni z osobami niepełnosprawnymi z Osady Burego Misia na Kaszubach (2019)[1]
- Nagroda Prezydenta Miasta Gdańska w Dziedzinie Kultury za całokształt pracy artystycznej (2021)[4]